# Saison 2007-2008 du Racing Club de Strasbourg
Maillots
Chronologie
Saison précédente Saison suivante
La saison 2007-2008 du Racing Club de Strasbourg, ou RC Strasbourg, est marquée par la descente du club en Ligue 2 après une série record de onze défaites de suite lors des onze dernières journées de la saison de Ligue 1.

## Matchs amicaux
| Match | Date             | Équipe 1      | Résultat | Équipe 2                |
| ----- | ---------------- | ------------- | -------- | ----------------------- |
| 1     | 7 juillet 2007   | RC Strasbourg | 3-0      | SV Linx (en) (D4)       |
| 2     | 11 juillet 2007  | RC Strasbourg | 3-1      | Sélection régionale     |
| 3     | 15 juillet 2007  | RC Strasbourg | 3-0      | Śląsk Wrocław (D2)      |
| 4     | 18 juillet 2007  | RC Strasbourg | 1-2      | US Boulogne (L2)        |
| 5     | 21 juillet 2007  | RC Strasbourg | 0-0      | FC Braşov (D2)          |
| 6     | 25 juillet 2007  | RC Strasbourg | 1-1      | FC Metz (L1)            |
| 7     | 28 juillet 2007  | RC Strasbourg | 1-1      | Levante UD (D1)         |
| 8     | 7 septembre 2007 | RC Strasbourg | 1-2      | FC Thoune (D1)          |
| 9     | 12 octobre 2007  | RC Strasbourg | 4-1      | Grasshopper Zurich (D1) |
| 10    | 16 novembre 2007 | RC Strasbourg | 0-1      | 1899 Hoffenheim (D2)    |

## Championnat de Ligue 1
Le Racing Club de Strasbourg termine 19e du Championnat de France 2007-2008 et est relégué en Ligue 2.
Le match Marseille - RC Strasbourg du 17 mai 2008 est surnommé le "match fou" par les supporters à cause du score : 4-3 pour l'OM, et des deux pénalties manqués par l'OM à la 45e et à la 84e minute.

### Résultats
| Journée | Date               | Équipe 1               | Résultat | Équipe 2               | Place |
| ------- | ------------------ | ---------------------- | -------- | ---------------------- | ----- |
| 1       | 4 août 2007        | RC Strasbourg          | 0-0      | Olympique de Marseille | 13e   |
| 2       | 11 août 2007       | OGC Nice               | 1-0      | RC Strasbourg          | 16e   |
| 3       | 15 août 2007       | RC Strasbourg          | 3-0      | AJ Auxerre             | 7e    |
| 4       | 18 août 2007       | Toulouse FC            | 1-3      | RC Strasbourg          | 5e    |
| 5       | 25 août 2007       | RC Strasbourg          | 2-1      | RC Lens                | 4e    |
| 6       | 29 août 2007       | AS Saint-Étienne       | 2-0      | RC Strasbourg          | 7e    |
| 7       | 1er septembre 2007 | RC Strasbourg          | 0-0      | FC Lorient             | 8e    |
| 8       | 15 septembre 2007  | FC Sochaux-Montbéliard | 0-0      | RC Strasbourg          | 8e    |
| 9       | 22 septembre 2007  | RC Strasbourg          | 0-1      | Le Mans UC             | 9e    |
| 10      | 6 octobre 2007     | FC Metz                | 1-2      | RC Strasbourg          | 7e    |
| 11      | 20 octobre 2007    | RC Strasbourg          | 1-1      | Girondins de Bordeaux  | 9e    |
| 12      | 27 octobre 2007    | Lille OSC              | 0-3      | RC Strasbourg          | 6e    |
| 13      | 3 novembre 2007    | RC Strasbourg          | 1-2      | Paris SG               | 6e    |
| 14      | 10 novembre 2007   | AS Monaco              | 3-0      | RC Strasbourg          | 9e    |
| 15      | 24 novembre 2007   | RC Strasbourg          | 0-0      | Valenciennes FC        | 10e   |
| 16      | 2 décembre 2007    | Olympique lyonnais     | 5-0      | RC Strasbourg          | 13e   |
| 17      | 8 décembre 2007    | RC Strasbourg          | 3-0      | Stade rennais          | 10e   |
| 18      | 16 décembre 2007   | RC Strasbourg          | 0-0      | AS Nancy-Lorraine      | 10e   |
| 19      | 22 décembre 2007   | SM Caen                | 2-0      | RC Strasbourg          | 14e   |
| 20      | 12 janvier 2008    | RC Strasbourg          | 0-1      | OGC Nice               | 15e   |
| 21      | 19 janvier 2008    | AJ Auxerre             | 1-1      | RC Strasbourg          | 15e   |
| 22      | 23 janvier 2008    | RC Strasbourg          | 2-0      | Toulouse FC            | 14e   |
| 23      | 26 janvier 2008    | RC Lens                | 2-2      | RC Strasbourg          | 13e   |
| 24      | 9 février 2008     | RC Strasbourg          | 3-0      | AS Saint-Étienne       | 11e   |
| 25      | 16 février 2008    | FC Lorient             | 1-0      | RC Strasbourg          | 11e   |
| 26      | 23 février 2008    | RC Strasbourg          | 0-2      | FC Sochaux-Montbéliard | 15e   |
| 27      | 1er mars 2008      | Le Mans UC             | 0-1      | RC Strasbourg          | 11e   |
| 28      | 8 mars 2008        | RC Strasbourg          | 2-3      | FC Metz                | 15e   |
| 29      | 16 mars 2008       | Girondins de Bordeaux  | 3-0      | RC Strasbourg          | 15e   |
| 30      | 22 mars 2008       | RC Strasbourg          | 0-1      | Lille OSC              | 15e   |
| 31      | 2 avril 2008       | Paris SG               | 1-0      | RC Strasbourg          | 16e   |
| 32      | 5 avril 2008       | RC Strasbourg          | 0-2      | AS Monaco              | 19e   |
| 33      | 12 avril 2008      | Valenciennes FC        | 2-0      | RC Strasbourg          | 19e   |
| 34      | 19 avril 2008      | RC Strasbourg          | 1-2      | Olympique lyonnais     | 19e   |
| 35      | 26 avril 2008      | Stade rennais          | 3-0      | RC Strasbourg          | 19e   |
| 36      | 3 mai 2008         | AS Nancy-Lorraine      | 3-0      | RC Strasbourg          | 19e   |
| 37      | 10 mai 2008        | RC Strasbourg          | 1-4      | SM Caen                | 19e   |
| 38      | 17 mai 2008        | Olympique de Marseille | 4-3      | RC Strasbourg          | 19e   |

### Classement
Les strasbourgeois terminent la saison à la 19e place avec 9 victoires, 8 nuls et 21 défaites et ils totalisent 35 points. Le premier club non-relégable est le Toulouse FC, qui compte 42 points. En outre, le racing a marqué 35 buts et en a encaissé 55. Le club descend en Ligue 2 avec le RC Lens et le FC Metz. L'Olympique lyonnais termine champion pour la septième fois consécutive devant les Girondins de Bordeaux et l'Olympique de Marseille.
| Rang | Équipe        | Pts | J  | G  | N  | P  | Bp | Bc | Diff |
| ---- | ------------- | --- | -- | -- | -- | -- | -- | -- | ---- |
| 16   | Paris SG      | 43  | 38 | 10 | 13 | 15 | 37 | 45 | -8   |
| 17   | Toulouse FC   | 42  | 38 | 9  | 15 | 14 | 36 | 42 | -6   |
| 18   | RC Lens       | 40  | 38 | 9  | 13 | 16 | 43 | 52 | -9   |
| 19   | RC Strasbourg | 35  | 38 | 9  | 8  | 21 | 34 | 55 | -21  |
| 20   | FC Metz       | 24  | 38 | 5  | 9  | 24 | 28 | 64 | -36  |

## Coupe de France
Le Racing atteint les seizièmes de finale de la Coupe de France 2007-2008.
| Tour          | Date             | Équipe 1       | Résultat  | Équipe 2      | T.a.b. |
| ------------- | ---------------- | -------------- | --------- | ------------- | ------ |
| 32e de finale | 5 janvier 2008   | (CFA) FC Rouen | ap 0-0 ap | RC Strasbourg | 4-5    |
| 16e de finale | 1er février 2008 | RC Strasbourg  | 0-3       | FC Metz (L1)  |        |

## Coupe de la Ligue
Le Racing atteint les seizièmes de finale de la Coupe de la Ligue 2007-2008.
| Tour          | Date              | Équipe 1      | Résultat | Équipe 2       | T.a.b. |
| ------------- | ----------------- | ------------- | -------- | -------------- | ------ |
| 16e de finale | 26 septembre 2007 | RC Strasbourg | 0-2      | Amiens SC (L2) |        |

## Meilleurs buteurs
| Place | Joueur          | Buts |
| ----- | --------------- | ---- |
| 1     | Wason Renteria  | 9    |
| 2     | Kevin Gameiro   | 6    |
| 3     | Álvaro Santos   | 5    |
| 4     | Renaud Cohade   | 3    |
| 4     | James Fanchone  | 3    |
| 4     | Éric Mouloungui | 3    |
| 7     | Pascal Johansen | 1    |
| 7     | Jacob Mulenga   | 1    |
| 7     | Rodrigo         | 1    |
| 7     | Simon Zenke     | 1    |

## Légende
- Match gagné
- Match nul
- Match perdu